# Kong Yaqi
Kong Yaqi (n. 24 ianuarie 2008, Ningbo⁠(d), Republica Populară Chineză) este o înotătoare chineză, medaliată olimpică. A participat la 1 ediție a Jocurilor Olimpice (2024) în care a câștigat 1 medalie de bronz.

## Participări
Lista de mai jos prezintă principalele competiții la care a participat Kong Yaqi de-a lungul carierei.
- Natație la Jocurile Olimpice de vară din 2024 - 4x200 m liber (feminin)